# Ovejas
Ovejas è un comune della Colombia facente parte del dipartimento di Sucre.
L'abitato venne fondato da Antonio de La Torre y Miranda nel 1776 con il nome "San Francisco de Asís".